# 会津樋ノ口駅
会津樋ノ口駅（あいづひのくちえき）は、福島県耶麻郡猪苗代町蚕養にあった磐梯急行電鉄の駅（廃駅）である。磐梯急行電鉄の廃線に伴い1969年（昭和44年）3月27日に廃駅となった。

## 概要
開業時からの駅の一つであった。当線のほぼ中間地点に位置し、晩年は途中駅で唯一の列車交換可能な交換駅となっていた。通標は川桁駅 - 当駅間が「○」、当駅 - 沼尻駅間が「□」であった。
旧駅名は樋ノ口駅であるが、1923年（大正12年）11月から実施された日本国有鉄道（国鉄）との連帯運輸に備えて、他の駅と同名になることを避けるために、旧国名の「会津」を冠し会津樋ノ口駅に改称した。ただし、当時、国鉄の駅に樋ノ口駅は存在せず、横荘鉄道（後の羽後交通横荘線）に樋ノ口駅が存在したのみである。
なお、駅名の表記については、最晩年の1968年（昭和43年）4月に撮影された写真にて、駅舎の駅銘板が「会津樋の口」となっていたことが確認できる。

## 歴史
- 1913年（大正2年）5月11日：日本硫黄耶麻軌道部（後の磐梯急行電鉄）川桁駅 - 大原駅（後の沼尻駅）間開通（全通）に伴い樋ノ口駅（ひのくちえき）として開業。
- 1923年（大正12年）10月[注 1]：連帯駅化[注 2]に伴い会津樋ノ口駅に改称。
- 1968年（昭和43年）10月14日：磐梯急行電鉄の営業休止に伴い休止駅となる。
- 1969年（昭和44年）3月27日：磐梯急行電鉄の廃線に伴い廃止。

## 駅構造
廃止時点で、2線を有する地上駅で、列車交換可能な交換駅であった。中間駅で唯一、下り線側（西側）のみであるがプラットホームが存在した。上り線側（東側）には他の駅同様存在せず、乗客は地面から直接乗降した。そのほか駅舎と上り線の間に副本線が1線、またその副本線沼尻方から分岐し小さな転車台を有した行き止りの側線を1線有した。
職員配置駅となっていた。駅舎は構内の西側に位置していた。木造の駅舎であった。駅舎とは別棟でトイレ棟を有した。トイレ棟は駅舎の南側に位置していた。
構内には蒸気機関車時代の給水槽が2基残存していた。ホームの北側、駅舎からは線路を挟んで向かい側に存在し、駅舎から見て右側がコンクリート製、左側が鉄製であった。

## 駅周辺
駅前には「汽車待合所」の看板が掲げられた駅前旅館なども存在した。
- 福島県道323号野老沢川桁停車場線
- 猪苗代町立吾妻小学校
- 猪苗代町立吾妻中学校
- 猪苗代町立吾妻幼稚園
- 吾妻郵便局
- 国道115号
- 長瀬川

## 駅跡
1996年（平成8年）時点では、駅舎跡地にAコープが建築されていた。また、駅前旅館の建物が当時を偲ばせていた。2001年（平成13年）時点ではAコープは営業中であったが、2007年（平成19年）5月時点では閉店し、看板が外されていた。また、「なつかしの沼尻軽便鉄道を訪ねて」と記載され、駅の説明文と現役時代の写真が付いた、駅名標を模した案内板が建てられていた。2010年（平成22年）4月時点でも同様であったが、Aコープの建物は出入口などの開口部が板で塞がれていた。また、駅前旅館は2軒ともに廃業していた。
また、当駅の沼尻方にあった、撮影地として知られていた「酸川橋梁」は、1996年（平成8年）時点では橋台の一部が残存していた。2010年（平成22年）4月時点でも同様で、沼尻方の橋台が姿を留めていた。

## 隣の駅
磐梯急行電鉄
白木城駅 - 会津樋ノ口駅 - 名家駅